# Burg Windberg (Windorf)
Die Burg Windberg ist eine abgegangene mittelalterliche Spornburg auf dem „Schloßberg“ des niederbayerischen Marktes Windorf im Landkreis Passau. Von der Pfarrkirche St. Jakobus ist sie etwa 500 m in nordöstlicher Richtung entfernt. Die Anlage wird als Bodendenkmal unter der Aktennummer D-2-7345-0039 mit der Beschreibung „untertägige mittelalterliche Befunde und Funde im Bereich der abgegangenen Burg Windberg (Burgstall „Schloßberg“)“ geführt.

## Beschreibung
Die Burg Windberg liegt auf einem plateauartigen Geländesporn, der sich zwischen zwei Kerbtälern befindet und zu diesen steil abfällt. Die Anlage wurde 1394 zerstört. Wehrelemente sind nicht mehr zu erkennen.

## Geschichte
Windberg war seit dem 11. Jahrhundert in den Händen der Grafen von Vornbach. Diese sind 1158 von den Grafen von Andechs-Meranien abgelöst worden. 1207 bestätigte König Philipp von Schwaben, dass Herzog Otto von Andechs an Bischof Manegold von Passau die Burg Windberg mit allen Ministerialen, Vasallen und Grunduntertanen um 1800 Mark Silber und um das Lehen der Grafen von Peilstein in Niederösterreich verkauft hat. Die Mutter des Bischofs, Gisela von Andechs, stammte ebenfalls aus dem Geschlecht der Andechser. Der König selbst gab der Passauer Kirche zu dauerndem Besitz eine Grafschaft, die bisher Herzog Otto von Meranien innegehabt hat. Diese umfasst das Gebiet von der Donau bis zur böhmischen Grenze und zwischen der Ilz und dem Regen. Diese hat zwar keinen Namen, aber bei einer späteren Auseinandersetzung wird sie in Zusammenhang mit der Burg Windberg und ihrem Zubehör gebracht. Diese Grafschaft hatte Otto von Andechs kraft Reichsrecht inne, mit dem Allod Windberg dürfte diese nur in Personalunion verbunden gewesen sein. Diese Grafschaft war mit fremden Hoheitsrechten durchsetzt, wobei 1207 Graf Albrecht V. von Bogen († 1242) als Erbe der Andechser auftrat. Ludwig der Bayer bemühte sich um einen Ausgleich, wobei 1230 der Bischof Gebhard I. von Plain den Bogener mit der westlichen Hälfte der Grafschaft belehnte. Dabei war absehbar, dass die Wittelsbacher als Erben der Bogener auftreten und diesen Teil der Grafschaft Windberg beanspruchen würden. Nach dem Tod von Graf Albrecht V. war dies auch der Fall, und die Wittelsbacher setzten sich über den Anspruch der Passauer Kirche, dass dies ein kirchenrechtliches Lehen sei, hinweg. Am 15. Dezember 1262 musste der Bischof Otto von Lonsdorf das gesamte Lehen, das einst im Besitz der Ortenburger und der Grafen von Bogen war, den Herzögen von Bayern überlassen. Dem Passauer Bischof verblieb nur das „castrum“ Windberg, das als Verwaltungssitz für die domstiftischen Güter galt. In der zweiten  Hälfte des 14. Jahrhunderts tritt ein Richter zu „Winnberg“ auf. Er führt den Gerichtsvorsitz an der Landschranne zu Steinpach; dieser wird in der ersten Hälfte des 15. Jahrhunderts Landrichter genannt. Er führte auch die Hochgerichtsbarkeit aus.